# إدوين ويلر
إدوين ويلر هو محامي وقاضي وسياسي أمريكي، ولد في 28 يونيو 1828 في Unionville, Ashtabula County, Ohio ‏ في الولايات المتحدة، وتوفي في 22 يناير 1864. نشط حزبياً في الحزب الجمهوري. وقد انتخب عضو مجلس ولاية ويسكونسن ‏.